# Amfiteatre

El Colosseu, a Roma.

Un amfiteatre és una gran edificació on es realitzaven espectacles públics com lluites entre gladiadors ; lluites entre feres i la mort de les persones que les autoritats havien condemnat a la pena capital Molt excepcionalment en alguns amfiteatres també tenien lloc petites batalles navals.

## Història
El primer amfiteatre es va construir unint dos teatres giratoris de fusta l'any 59 aC per ordre del màxim pontífex romà i cap d'obres públiques, Gai Escriboni Curió. Els primers amfiteatres foren fets de fusta; posteriorment es van construir amb pedra. El primer que es va construir parcialment amb pedra va ser el d'August, construït per Estatili Taure l'any 30 aC, abans que arribés a ser el primer emperador de Roma. L'amfiteatre d'August va continuar essent l'únic que no estava construït totalment de fusta a la ciutat de Roma, fins que Vespasià va començar a construir el Colosseu o Amfiteatre Flavi, inaugurat per Tit l'any 80 dC que va ser el més gran i complet dels amfiteatres romans amb una capacitat per a uns cinquanta mil espectadors. Altres amfiteatres destacats son a Pompeia, Siracusa, Nimes, Tarragona, Mèrida, Verona o Itàlica.

## Lluites de gladiadors
La lluita de gladiadors té un origen antic a Roma. Al principi es feien a l'aire lliure, després al circ i més tard, a partir de Cèsar, a l'amfiteatre. Els gladiadors, que generalment eren esclaus o presoners de guerra, combatien els uns contra els altres per parelles o per grups. La sort del vençut o del ferit depenia sovint de l'humor del públic; si tothom feia voleiar el mocadors, es perdonava la vida al lluitador caigut; si, en canvi, posaven la mà closa cap per avall amb el polze estirat (pollicem vertere), el vençut havia de morir a l'instant. La visió de l'enteresa amb què el vençut enfrontava la mort despertava la curiositat dels assistents.

## Espectacles amb feres
Als darrers temps de la República i durant l'Imperi es va posar de moda l'espectacle anomenat genèricament venationes. Consistia a exhibir animals exòtics o a enfrontar-se gladiadors amb feres o bé feres amb feres. Els animals (tigres, panteres, lleons, rinoceronts, etc.) es portaven des d'Àfrica o d'Àsia i es tancaven als soterranis de l'amfiteatre. Per tal que mostressin més ferocitat, se'ls privava d'aliment durant uns quants dies abans de fer-los sortir a l'arena.

## Naumàquies
Les naumàquies eren combats navals que es representaven esporàdicament com a espectacle en un llac artificial o en un anfiteatre sense dependències subterrànies (fossae). En aquest cas, s'omplia l'arena d'aigua i després apareixien els contendents en naus petites i simulaven un combat naval.

## Característiques
Els amfiteatres son construccions d'una enorme complexitat estructural, ja que les grades no aprofiten els desnivells del terreny, com en el teatre grec, sinó que s'aixequen sobre un conjunt de voltes superposades utilitzades per a donar ritme al mur i afegir valor estètic a l'exterior de l'edifici. Solien tenir una capacitat que oscil·lava entre 15.000 i 25.000 espectadors, les seves mides aproximades eren de 100 m x 130 m i algunes de les arenes eren inundables per tal de celebrar les naumàquies. El recinte, habitualment era descobert però els amfiteatres més importants disposaven d'una terrassa anul·lar que s'utilitzava pel desplegament i recollida de tendals (velarium) sobre un pal per tal de guarir-se de la pluja i el sol. Normalment l'accés al recinte es feia mitjançant galeries i pòrtics que al mateix temps embellien l'edifici. Els amfiteatres tenien una planta oval amb un espai central circular a nivell del sòl i cobert de sorra (en llatí arena), on es portava a terme l'espectacle. L'arena era una plataforma de fusta sota de la qual hi havia la fossa bestiaria, un complex entramat de corredors, rampes, gàbies, muntacàrregues i cel·les i estava envoltada per tres nivells de graderies (cavea). Als fonaments de les graderies hi havia diversos espais confinats on tancar-hi els gladiadors (spolia) o les gàbies de les feres (carcere).
Les graderies o caveas estaven dividides horitzontalment per passadissos circulars (praecintionis) que donaven lloc a zones diferenciades (maeniani) destinades als seients de les diferents classes socials. En termes generals el primer a tocar de l'arena era pels personatges importants de la comunitat (imma cavea), el segon on seia la plebs romana (media cavea), i el tercer espai al capdamunt de la graderia on seien les dones (summa cavea). L'arena i les graderies estaven separades per un mur alt revestit de lastres de marbre que protegia el públic (podium) i que tenia quatre entrades principals, una al extrem de cadascun dels eixos majors, i un nombre variable d'entrades secundàries i de servei. En vertical, la cavea estava delimitada per escales (klimax) que formaven compartiments en falca (cunei) al centre i cantonades dels quals es trobaven els accessos dels espectadors des de les galeries inferiors (vomitoris). Als extrems de l'anell inferior existien zones concretes, com les llotges, una de les quals era on anava la tribuna imperial (pulvinar) i en una altra se situaven els magistrats i les vestals.
Actualment i per extensió, es coneix com a amfiteatre a la part alta i semicircular de les sales de cinema i teatres amb grades per els espectadors.